# Elisabethenstein

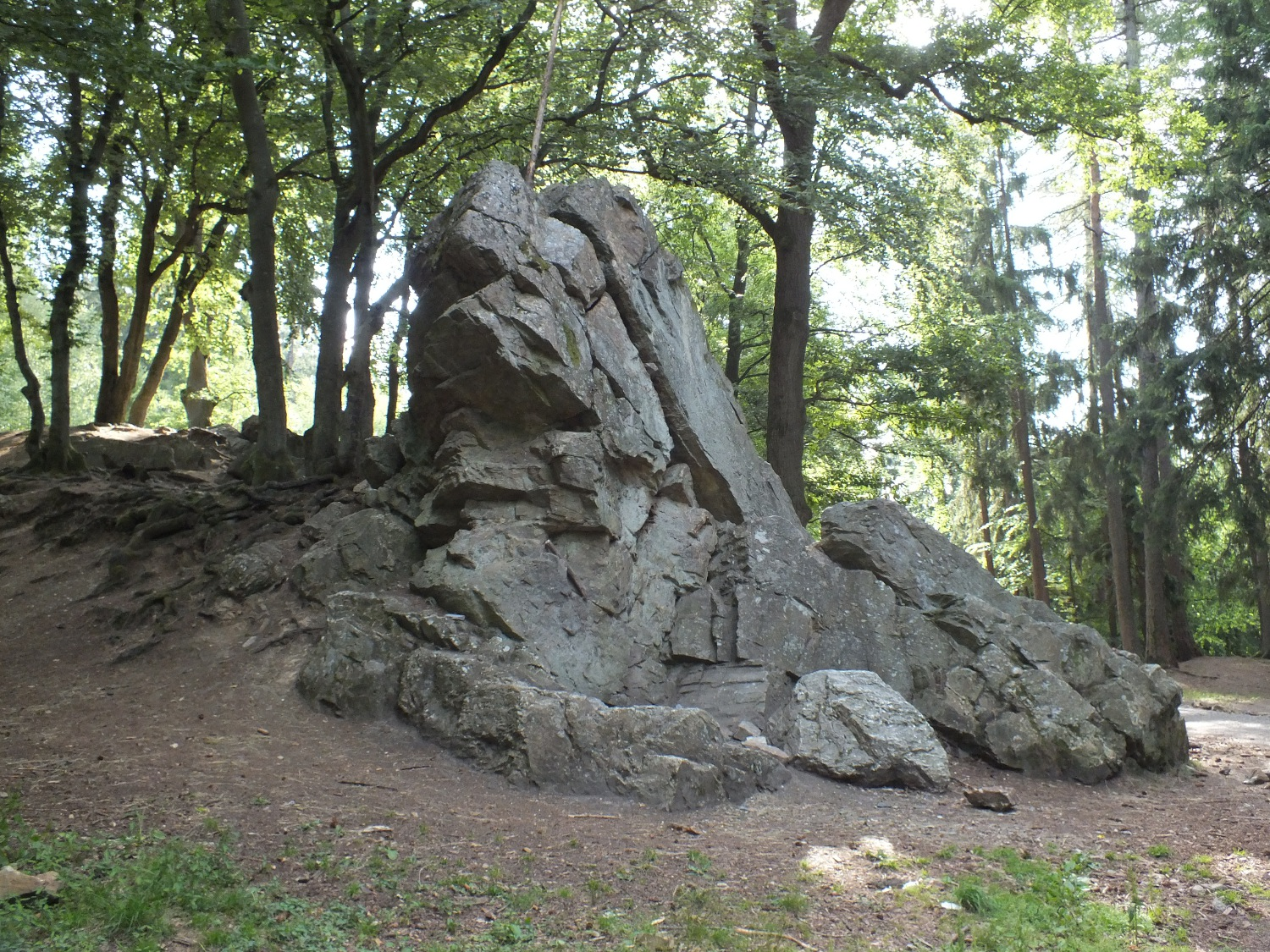
Elisabethenstein

Der Elisabethenstein ist eine als Naturdenkmal ausgewiesene Felsformation im Taunus. Er liegt im Gemeindegebiet von Bad Homburg vor der Höhe im hessischen Hochtaunuskreis.

## Geographische Lage
Der Elisabethenstein liegt im Vortaunus und im Naturpark Taunus. Er befindet sich 2,7 km westsüdwestlich des Bad Homburger Stadtteils Dornholzhausen, 2,1 km nordwestlich des Oberurseler Stadtteils Oberstedten und 1,3 km südöstlich vom Gipfel des Bleibeskopfs (480,1 m ü. NHN) auf etwa 310 bis 315 m Höhe am Waldweg Elisabethenschneise. Westlich nebenan steht die über den Heuchelbach führende Leopoldsbrücke.

## Geschichte und Namensherkunft
Das Gestein, aus dem der Elisabethenstein besteht, ein quarzzementierter Sandstein, stammt aus dem Unterdevon, d. h. aus einer Zeit vor etwa 400 Millionen Jahren. Die betreffende lithostratigraphische Einheit wird Taunusquarzit genannt. Diese Einheit tritt am Südrand des Rheinischen Schiefergebirges vielerorts zutage, so auch in Form weiterer Felsgruppen der Umgebung des Elisabethensteins, z. B. des Marmorsteins und der Goldgrubenfelsen-Gruppe. Alle diese Felsen wurden aufgrund der relativ hohen Erosionsresistenz des Sandsteins im Verlauf des Quartärs auf natürliche Weise aus dem Untergrund herauspräpariert.
Beim Ausbau der Elisabethenschneise musste 1822 der Elisabethenstein teilweise gesprengt werden.
Benannt ist der Stein nach Landgräfin Elisabeth, der Ehefrau von Friedrich VI. Vorher trug er den Namen Eschbachstein.